# Superliga A (pallavolo maschile)
La Superliga A, massima divisione del campionato kosovaro, è una competizione pallavolistica per squadre di club kosovare maschili, organizzata con cadenza annuale dalla FVK.

## Edizioni
| Anno                                                    | Podio         | Podio         | Podio         |
| Campione                                                | Seconda       | Terza         |               |
| ------------------------------------------------------- | ------------- | ------------- | ------------- |
| Dal 2014 al 2022 la competizione è denominata Superliga |               |               |               |
| 2014-15 Dettagli                                        | Drenica       | Luboteni      | Theranda      |
| 2015-16 Dettagli                                        | Pejë          | -             | -             |
| 2016-17 Dettagli                                        | Luboteni      | Pejë          | Prishtina     |
| 2017-18 Dettagli                                        | Pejë          | Prishtina     | Luboteni      |
| 2018-19 Dettagli                                        | Luboteni      | Prishtina     | Theranda      |
| 2019-20 Dettagli                                        | Non assegnata | Non assegnata | Non assegnata |
| 2020-21 Dettagli                                        | Pejë          | Drita         | Luboteni      |
| 2021-22 Dettagli                                        | Pejë          | Luboteni      | Ferizaj       |
| Dal 2022 la competizione è denominata Superliga A       |               |               |               |
| 2022-23 Dettagli                                        | Pejë          | Ferizaj       | Drita         |

## Palmarès
| Squadra  | Titolo | Edizione                                    |
| -------- | ------ | ------------------------------------------- |
| Pejë     | 5      | 2015-16, 2017-18, 2020-21, 2021-22, 2022-23 |
| Luboteni | 2      | 2016-17, 2018-19                            |
| Drenica  | 1      | 2014-15                                     |